# 2006
Cette page concerne l'année 2006 (MMVI en chiffres romains) du calendrier grégorien.  Pour le nombre 2006, voir 2006 (nombre).
2006 est une année commune qui commence un dimanche. C'est la 2006e année de notre ère, la 6e du IIIe millénaire et du XXIe siècle et la 7e de la décennie 2000-2009.

## Autres calendriers
L'année 2006 du calendrier grégorien correspond aux dates suivantes :
- Calendrier berbère : 2955 / 2956
- Calendrier chinois : 4703 / 4704 (le Nouvel An chinois 4704 de l’année du chien de feu a lieu le 29 janvier 2006[1])
- Calendrier hébraïque : 5766 / 5767 (le 1er tishri 5767 a lieu le 23 septembre 2006[2])
- Calendrier indien : 1927 / 1928 (le 1er chaitra 1928 a lieu le 22 mars 2006[2])
- Calendrier japonais : 18 de l'Ère Heisei (le calendrier japonais utilise les jours grégoriens)
- Calendrier musulman : 1426 / 1427 (le 1er mouharram 1427 a lieu le 31 janvier 2006[2])
- Calendrier persan : 1384 / 1385 (le 1er farvardin 1385 a lieu le 21 mars 2006[2])
- Calendrier républicain : 214 / 215 (le 1er vendémiaire 215 a lieu le 23 septembre 2006[2])
  - Jours juliens : de 2 453 736,5 à 2 454 101,5[3],[2]

## Chronologie territoriale

### Europe
- 20 novembre : Fusillade de l’école d’Emsdetten : Sebastian Bosse, âgé de 18 ans, ouvre le feu dans son ancienne école et se suicide. 22 personnes seront blessées au total.

## Chronologie mensuelle

### Janvier
- 1er janvier :
  - Azerbaïdjan : réévaluation du manat.
  - Belgique : entrée en vigueur de la loi interdisant de fumer sur son lieu de travail.
  - Canada : 30 municipalités de la province de Québec sont reconstituées, résultat d'un référendum tenu le 20 juin 2004.
  - France :
    - Mise en œuvre de la loi organique relative aux lois de finances au sein de l'État.
    - Création de la Banque postale, filiale de la Poste, qui remplace les services financiers déjà existants.

  - Palestine : le parti palestinien radical Hamas, responsable de nombreux attentats anti-israéliens, annonce qu'il ne prolongera pas l'accord sur une trêve de la violence, conclu en mars avec le dirigeant palestinien Mahmoud Abbas, qui a indiqué que cette décision, faisant suite à celle du Jihad islamique et de plusieurs factions armées liées au Fatah la veille, était une « grave erreur ».
  - Suisse : Moritz Leuenberger prend ses fonctions de président de la Confédération.
  - Union européenne : l'Autriche prend pour six mois la présidence tournante de l'Union européenne, succédant au Royaume-Uni.
  - Vatican : durant la messe du Nouvel An, consacrée au thème de la paix, célébrée dans la basilique Saint-Pierre de Rome, le pape Benoît XVI a appelé l'ONU à une conscience renouvelée de ses responsabilités pour promouvoir la justice, la solidarité et la paix dans le monde.
- 9 janvier :
  - Argentine : le tribunal de Lomas de Zamora, au sud de Buenos Aires condamne à des peines de prison à perpétuité les deux policiers qui tuèrent par balles Maximiliano Kosteki et Darío Santillán lors d’une manifestation du mouvement des piqueteros (mouvement organisé de chômeurs) dans la ville de Avellaneda, le 26 juin 2002.
- 10 janvier :
  - Une étude de L'UFE (Union des familles en Europe) affirme qu'il y a plus de 2 millions d'enfants pauvres en France.
- 15 janvier :
  - Après une odyssée de sept ans et de près de cinq milliards de kilomètres dans l'espace, la sonde spatiale américaine Stardust retourne sur Terre avec sa précieuse cargaison de poussières cométaires.
  - Michelle Bachelet, première femme élue présidente au Chili.
- 17 janvier :
  - Airbus confirme sa suprématie en 2005 mais est confronté au retour en force de Boeing.
  - À Pékin, la communauté internationale appelée à financer la lutte contre la grippe aviaire.
- 19 janvier :
  - Lancement réussi de New Horizons, la première sonde spatiale à destination de la planète Pluton.
- 20 janvier :
  - Afrique : début de la Coupe d'Afrique des nations de football 2006 en Égypte.
  - Chili : accident minier d'Atacama
- 22 janvier :
  - Portugal : l'ancien Premier ministre (conservateur) Aníbal Cavaco Silva est élu président de la République portugaise. Il est le premier président de droite depuis la révolution des Œillets de 1974.
  - Cap-Vert : le Parti africain pour l'indépendance du Cap-Vert (PAICV, socialiste) obtient 52,3 % des voix et 41 sièges sur 72 à l’Assemblée nationale, se maintenant ainsi au pouvoir auquel il avait accédé il y a 5 ans. Le Premier ministre José Maria Neves, Président du PAICV, est reconduit dans ses fonctions.
- 23 janvier :
  - Canada : élection du Parti conservateur du Canada comme gouvernement minoritaire et défaite du Parti libéral du Canada. Paul Martin démissionne comme chef du Parti libéral du Canada.
- 25 janvier : 
  - Palestine : élection du parti du Hamas et défaite du Fatah.
- 26 janvier :
  - Argentine : l’Association des mères de la place de Mai, présidée par Hebe de Bonafini, effectue sa dernière Manifestation de la résistance, qui consiste en une ronde de 24 heures autour de la pyramide de la place de Mai à Buenos Aires, pour réclamer la poursuite des enquêtes au sujet des 30 000 disparus de la période de la dictature et le jugement de tous les assassins.

### Février
- 1er février :
  - Brésil/Argentine : après presque trois ans de négociations, l'Argentine et le Brésil signent un accord qui doit permettre de protéger les secteurs de production qui pourraient être trop durement affectés par la compétition du pays voisin. Le Mécanisme d'adaptation compétitive (MAC) permet de fixer des droits de douane sur le produit « trop compétitif » du pays voisin pour trois ans, renouvelable une fois.
- 7 février :
  - Haïti : René Préval remporte l'élection présidentielle avec (environ) 51 % des suffrages, dès le premier tour.
- 10 février :
  - Égypte : découverte, dans la vallée des rois, d'une nouvelle tombe royale (la tombe KV63) contenant le sarcophage de la reine Kiya.
  - Italie : Cérémonie d'ouverture des XXes Jeux olympiques d'hiver à Turin. Les Jeux Olympiques se dérouleront du 11 février au 26 février.
- 12 février :
  - Cap-Vert : le président de la République du Cap-Vert Pedro Pires, candidat du PAICV (socialistes) est réélu pour un deuxième quinquennat avec 50,98 % des voix contre 49,02 % à Carlos de Carvalho Vega, candidat du MPD (conservateurs).
- 14 février :
  - L'ONU annonce que le procès des Khmers rouges accusés de génocide, parmi lesquels Ta Mok (dit  Le Boucher) incarcéré depuis 1999, devrait commencer en 2007.
- 18 février :
  - Congo (RDC) : Promulgation de la constitution de la IIIe République par le président Joseph Kabila.
- 22 février:
  - Irak : Attentat détruisant le dôme de la Mosquée d'Or de Samarra.
- 26 février:
  - Accord de principe russo-iranien sur la création d'une société conjointe d'enrichissement de l'uranium iranien en Russie.
  - Italie : Cérémonie de clôture des  XXes Jeux olympiques d'hiver à Turin.
- 27 février :
  - Espagne : Le militant nationaliste basque de l'ETA, Igor Angulo, 32 ans, condamné à une peine de 34 ans de prison, et incarcéré depuis 1996, se pend dans sa cellule, de la prison de Cuenca, en Castille-La Manche.
- 28 février :
  - Côte d'Ivoire : ouverture à Yamoussoukro, la capitale officielle, d'un sommet extraordinaire réunissant tous les protagonistes de la crise ivoirienne — il s'agit de la première rencontre en terre ivoirienne des principaux dirigeants depuis le début de la guerre civile, en septembre 2002 — en présence du président de la République, Laurent Gbagbo, du Premier ministre, Charles Konan Banny, du chef des rebelles, Guillaume Soro, et des dirigeants des deux principaux partis d'opposition, l'ex-Premier ministre Alassane Ouattara et l'ancien chef de l'État Henri Konan Bédié.
  - Chine :
    - Le Bureau d'État des statistiques (BES) chinois annonce que la population chinoise a augmenté de 7,68 millions de personnes en 2005, soit une croissance naturelle de 5,89 pour mille, contre 5,87 pour mille en 2004. Au 31 décembre 2005, la population chinoise a atteint 1 307 560 000 personnes, dont 562 millions de personnes vivant en ville et 745 millions de personnes dans les régions rurales. Sur ce chiffre total, on compte 674 millions d'hommes (soit 51,5 %) et 634 millions de femmes (soit 48,5 %). En 2005, la Chine a enregistré plus de 16 millions de naissances et environ 8,49 millions de décès.
    - Le Parlement chinois, lors de la 20e session du Comité permanent de l'Assemblée populaire nationale de Chine, réunie à Pékin, ratifie la Convention internationale contre le financement du terrorisme.

### Mars
- 1er mars:
  - Les négociations russo-iraniennes sur le nucléaire achoppent sur la question du moratoire sur l'enrichissement en Iran, exigé par Moscou et rejeté par Téhéran.
  - Entrée en vigueur en Chine de la « loi sur les Pénalités pour offense à l'ordre public », comportant des dispositions interdisant à la police de recourir à la torture, la menace et le mensonge pour obtenir des confessions, ainsi que l'utilisation de moyens illégaux pour obtenir des preuves. La loi définit des procédures détaillées d'enquête applicables aux personnes poursuivies pour atteinte à l'ordre public, et prévoit que les autorités de police devront également exposer aux inculpés les faits, les raisons et la base légale concernant les pénalités encourues, tout en leur expliquant les droits dont ils jouissent.
- 6 au 15 mars : Jean-Marie Guéhenno, Secrétaire général adjoint de l’ONU chargé des opérations de maintien de la paix, effectue sa cinquième visite en République démocratique du Congo, pour se rendre compte sur place, alors que la période qui s’ouvre est critique, du travail accompli depuis le début de la Transition, des défis qui restent à relever et de ce qui reste à faire dans la préparation des élections, prévues le 18 juin.
- 7 mars (France) : mobilisation très forte anti-CPE (Contrat Première Embauche): plus d'un million de jeunes et d'employés qui dénoncent les conditions du CPE qui permet à un employeur de demander au salarié une période d'essai de 2 ans et de pouvoir le licencier sans aucun motif pendant cette période d'essai.
- 11 mars (France) : Les CRS évacuent de force les étudiants enfermés depuis trois jours dans la Sorbonne pour protester contre le contrat première embauche (CPE).
- 13 mars : le Français Stéphane Mifsud établit le record du monde d'apnée dynamique avec palmes à 213 m en piscine.
- 16 mars (Tchad) : les principaux partis et mouvements politiques tchadiens dont le député Ngarlejy Yorongar, coordinateur de la Fédération action pour la République (FAR) et Mika Lelita Yondoloum, président du Parti libéral du Tchad (PLT), demandent le report de l’élection présidentielle prévue pour le 3 mai 2006 et l'envoi d'observateurs internationaux pour qu'elle soit vraiment démocratique, juste et transparente.
- 21 mars : Création du site Twitter.
- 22 mars (Pays basque) : l'organisation séparatiste basque ETA annonce un cessez-le-feu permanent en justifiant sa décision par la nécessité de « faire avancer le processus démocratique au Pays basque afin de construire un nouveau cadre dans lequel nos droits en tant que peuple seront reconnus ».

### Avril
- 1er avril (Italie) : Abdul Rahman Jawed arrive à Rome et remercie le pape Benoît XVI et le gouvernement italien pour l'avoir accueilli alors qu'il était menacé de mort dans son pays.
- 4 avril (France) : grève nationale : Manifestation anti-CPE dans des dizaines de villes de France rassemblant environ 1 million de manifestants selon la police et 3 millions selon les organisateurs.
- 9 et 10 avril (Italie) : élections législatives 2006 en Italie, qui marquent la victoire de Romano Prodi, chef de la coalition de gauche l'Union, à une très faible majorité pour la Chambre des députés de 49,805 % des voix contre 49,739 % pour la Maison des libertés de droite. Silvio Berlusconi, chef de cette coalition, refuse la victoire de la gauche, et demande le recomptage des voix et la formation d'une grande coalition.
- 11 avril (Italie) : arrestation dans une ferme de Corleone en Sicile, de Bernardo Provenzano, Parrain des Parrains de Cosa Nostra, la Mafia Sicilienne, en cavale depuis 43 ans.
- 12 avril (Belgique, gare de Bruxelles-Central) : meurtre de Joe Van Holsbeek.
- 20 avril : Jacques Chirac se rend en Égypte pour inaugurer une nouvelle Université et commémorer le crash de l'avion à Charm el-Cheikh.
- 21 avril : Élisabeth II fête ses 80 ans.
- 22 avril :
  - France : finale de la Coupe de la Ligue de football au Stade de France. L'AS Nancy-Lorraine s'impose par 2 buts à 1 face à l'OGC Nice.
  - La ville de Rosny-sous-Bois (Seine-Saint-Denis) inaugure son deuxième centre commercial nommé Domus. Il est l'un des plus grands centres commerciaux d'Europe consacrés à l'équipement de la maison.
- 23 avril (Belgique) : nouvelle Marche Blanche dans les rues de Bruxelles, près de dix ans après la première (20 octobre 1996) à la suite du meurtre de Joe Van Holsbeeck, 17 ans. Joe avait été poignardé lors du vol de son lecteur MP3 le 12 avril 2006 en pleine gare centrale à Bruxelles. Cette marche aura mobilisé près de 80 000 personnes.
- 25 avril (ONU) : le Conseil de sécurité des Nations unies adopte la Résolution 1671 autorisant le déploiement temporaire d'une force de l'Union européenne (« Eufor R.D Congo ») destinée à soutenir la MONUC durant la période entourant les élections en République démocratique du Congo.
- 29 avril (France) : finale de la coupe de France au Stade de France. Paris Saint-Germain contre Olympique de Marseille sur le score de 2 buts à 1.

### Mai
- 4 mai (Belgique) : dépôt de la proposition de décret spécial instituant une constitution wallonne, au Parlement wallon.
- 14 mai :
  - René Préval, vainqueur de l’élection présidentielle du 7 février, devient officiellement président d'Haïti.
  - La comète 73P/Schwassmann-Wachmann 3 (SW-3) est passée au plus proche de la Terre, cette comète s'était mystérieusement fragmentée en 1995 (3 fragments principaux mais le nombre exact reste encore inconnu).
- 17 mai
  - première Journée mondiale de la Société de l'information qui sera célébrée tous les ans dans le but de sensibiliser aux changements qu'offre l'internet mais aussi aux façons de réduire la fracture numérique.
  - Finale de la Ligue des champions de l'UEFA au Stade de France, le FC Barcelone l'emporte contre le club londonien d'Arsenal FC par deux buts à un.
- 20 mai (France) : le chef de l'État Jacques Chirac inaugure la mise en service des deux premières lignes du tram-train à Mulhouse.
- 21 mai :
  - Référendum sur l'indépendance du Monténégro : le Monténégro vote à 55,4 % en faveur de l'indépendance.
  - France : inauguration de la troisième ligne de tramways de Grenoble.
- 22 mai (France) : Dominique Perben, ministre des transports, présente son plan pour le renouvellement du réseau ferroviaire.
- 26 mai : Anne Kerkhove est élue présidente nationale de la fédération des parents d'élèves de l'enseignement public (FEEP).
- 27 mai : un séisme d'une magnitude de 5,9 degrés frappe Yogyakarta et ses environs, en Indonésie, faisant plus de 5 000 morts.
- 31 mai : au Québec, entrée en vigueur d'une loi anti-tabac stricte, identique à celle déjà adoptée à plusieurs endroits en Amérique du Nord, interdisant formellement l'usage du tabac dans tous les bars et restaurants de la province.

### Juin
- 1er juin :
  - Fusion entre Wanadoo et Orange du groupe France Telecom qui donnera la marque Orange.
  - Début de la saison des ouragans aux États-Unis.
- 2 juin : arrestation de 17 suspects dans le démantèlement d'une cellule terroriste dans la région de Toronto, au Canada.
- 3 juin : proclamation d'indépendance du Monténégro.
- 5 juin : la Serbie se proclame héritière de l'État fédéral de Serbie-et-Monténégro désormais dissout.
- 9 juin : début de la XVIIIe Coupe du monde de football en Allemagne. Le tournoi prend fin le 9 juillet.
- 11 juin : Rafael Nadal remporte pour la deuxième fois consécutive les Internationaux de France de tennis.
- 20 juin : inauguration du Musée du quai Branly par Jacques Chirac.
- 22 juin : Saddam Hussein, ancien dictateur irakien déchu, entame une grève de la faim, pour protester contre l'assassinat de son avocat.
- 23 juin : France-Togo, match capital pour l'Équipe de France, qui se qualifie en huitième de finale de la Coupe du monde de football.
- 27 juin : la France a gagné 3 à 1 contre l'Espagne lors de la coupe du monde organisée par la FIFA en Allemagne, elle est donc qualifiée pour jouer contre le Brésil.
- 28 juin : admission du Monténégro à l'ONU en tant que 192e État membre.

### Juillet
- 1er juillet :
  - Départ du Tour de France à Strasbourg. Trois des principaux favoris ont été écartés de la ligne de départ, à la suite de l'affaire de dopage « Puerto ».
  - Union européenne : entrée en vigueur de la directive sur la restriction des substances dangereuses dans l'électronique.
  - Coupe du monde de football : l'équipe de France élimine l'équipe du Brésil sur un score final de 1-0, et se qualifie pour les demi-finales face au Portugal.
- 2 juillet :
  - Mexique : élections présidentielle et législatives.
  - mise en service de la première ligne de tramway de Valenciennes
- 4 juillet : l'Équipe d'Allemagne de football est éliminée par l'Équipe d'Italie de football 2 à 0 dans les 2 dernières minutes de la 2e mi-temps de la prolongation.
- 5 juillet (Coupe du monde de football) : l'équipe de France se qualifie pour la finale où elle sera opposée à la Squadra Azzurra en éliminant le Portugal sur un score final de 1 à 0.
- 9 juillet : fin de la Coupe du monde de football de 2006. L'Italie remporte le titre face à la France après la séance de tirs au but (1-1 à la fin du temps règlementaire).
- 12 juillet : début du conflit israélo-libanais de 2006.
- 14 juillet : dans le scandale des matches truqués du championnat de football italien, la Juventus FC, l'ACF Fiorentina et la SS Lazio sont reléguées en Serie B (2e division). La quatrième équipe concernée, le Milan AC, reste en Serie A, mais est pénalisée de 8 points (Milan ne devait pas dans un premier temps  disputer la Ligue des champions, mais a finalement obtenu gain de cause).
- 14 au 23 juillet : cérémonies du 800e anniversaire de la ville de Dresde fondée en 1206.
- 17 juillet :
  - Conflit israélo-libanais de 2006 : le Premier ministre français Dominique de Villepin se rend en visite à Beyrouth, alors que la capitale libanaise est soumise à des bombardements israéliens.
  - Indonésie : à 17 h 7 heure locale (11 h 7 heure de Paris), un nouveau tsunami a touché l’île indonésienne de Java. Provoqué par un séisme d’une magnitude de 7,7, intervenu quelques minutes plus tôt à 250 kilomètres de la côte, il a vu des vagues de deux mètres de haut déferler sur la côte sud-ouest de l'île, ravageant tout sur leur passage, abattant des bâtiments et endommageant des navires de pêche. Le dernier bilan fait état d'au moins 530 morts et plus de 400 blessés. De nombreux touristes figurent parmi les victimes.
  - France : création, à Avignon, dans la Cour d'honneur du Palais des Papes, dans le cadre du Festival d'Avignon, de la pièce de Maxime Gorki Les Barbares, mise en scène par Éric Lacascade, qui offre une sorte de reconnaissance internationale à une pièce méconnue de l'écrivain russe, un siècle après qu'elle a été écrite (1905).
- 25 juillet :
  - Angleterre : Tiger Woods, numéro 1 mondial du golf, remporte la 135e édition du British Open et sa 3e victoire dans ce tournoi majeur.
  - Suède : accident nucléaire à la centrale nucléaire de Forsmark.
- 30 juillet : premières élections démocratiques en République démocratique du Congo depuis 1960. Joseph Kabila et Jean-Pierre Bemba seront au second tour de la présidentielle.

### Août
- Du 2 au 6 août : fêtes de Bayonne
- 6 août  : Stefan Everts est pour la dixième fois champion du monde de motocross.
- 10 août : 
  - Le Palais Skoda, un édifice de style art déco construit, au tournant des années 1920 et 1930, par l'architecte Pavel Janák pour abriter la direction générale des usines automobiles Skoda, devient le nouvel hôtel de ville de Prague.
  - Scotland Yard annonce avoir déjoué un attentat sur les lignes transatlantiques du Royaume-Uni.
- 14 août : instauration d'un cessez-le-feu entre Israël et le Liban afin de mettre fin au conflit qui les ensanglante depuis 33 jours.
- 21 août : attentat du marché Tcherkizovski à Moscou.
- 23 août  (Autriche) : Natascha Kampusch, âgée de 18 ans, enlevée en 1998 par Wolfgang Priklopil pour l'enfermer dans une cave de sa maison, réussit à s'enfuir après huit ans de captivité.
- 24 août : Pluton est désignée par Union astronomique internationale, comme planète naine.
- 26 août : BarCampEarth, premier anniversaire du mouvement BarCamp. Deux rencontres (Paris et Alsace).

### Septembre
- 6 septembre (Fidji) : élections législatives.
- 9 septembre : à Ronda (Espagne, province de Malaga), alternative de Cayetano Rivera Ordóñez dit « Cayetano », matador espagnol.
- 13 septembre : fusillade au collège Dawson Montréal, Canada.
- 15 septembre : Tarcisio Bertone, créé cardinal par le pape Jean-Paul II en 2003 devient le nouveau cardinal secrétaire d'État de la Curie romaine, succédant à Angelo Sodano.
- 19 septembre (Thaïlande) : l’armée lance un coup d’État contre le Premier ministre Thaksin Shinawatra, qui, à ce moment-là, se trouvait à New York, où il assistait à l’assemblée générale des Nations unies.
- 21 septembre : la revue scientifique « Nature » annonce qu'une équipe de paléontologues a découvert le squelette d'un enfant Australopithèque qui était âgé de trois ans, il y a… plus de trois millions d'années…
- 26 septembre : le ministre chinois des Affaires étrangères Li Zhaoxing rencontre à Pékin, John Bolton, sous-secrétaire d'État américain chargé du contrôle des armements et des affaires de la sécurité internationale.
- 30 septembre : effondrement du viaduc Concorde à Laval enjambant l'autoroute 19 (Papineau). (12 h 37).

### Octobre
- 1er octobre (Autriche) : élections législatives.
- 2 octobre (Brésil) : Élections générales.
- 6 octobre :
  - Inauguration de la première phase de la deuxième ligne de tramway de Saint-Étienne (Cours Victor Hugo – Place du Peuple – Gare TGV Châteaucreux) après 3 ans de travaux et de multiples réaménagements et aménagements nouveaux : rues Gambetta, Général-Foy, Onze-Novembre, avenues de la Libération et du Général-Leclerc, places Fourneyron, du Peuple, Anatole-France et des Ursules, rue Dalgabio, parvis de la gare
- 7 au 15 octobre : festival des Extramuros à Saint-Étienne lié à l'inauguration de la deuxième ligne de tramway, et soirée inaugurale de la rentrée étudiante aux Ursules (13 octobre).
  - Gambie : Élection présidentielle.
  - Madagascar : élection présidentielle
  - Montserrat : Élections législatives.
  - Nicaragua : élections présidentielle et législatives.
- 7 octobre : assassinat d'Anna Politkovskaïa à Moscou.
- 8 octobre (Belgique) : Élections communales et provinciales de 2006.
- 9 octobre : Achat de YouTube par Google.
- 13 octobre : Naissance de l'État Islamique en Irak.
- 14 octobre : inauguration de la ligne de tramways sur pneumatiques Translohr à Clermont-Ferrand.
- 15 octobre (Grèce) : élections municipales et départementales.
- du 25 au 29 octobre : 33e Festival mondial de l'image sous-marine d'Antibes.
- 22 octobre : Fernando Alonso devient pour la deuxième fois consécutive champion du monde de formule 1. À noter : la retraite du septuple champion du monde allemand Michael Schumacher.
- 30 octobre : publication du rapport Stern sur l'« économie du changement climatique ».

### Novembre
- 2 novembre : fondation en Afghanistan du Front national uni, un nouveau parti politique, coalition de seigneurs de guerre regroupant d'anciens et actuels hommes forts du pays, commandants de la résistance afghane contre les Soviétiques, anciens dirigeants communistes et de divers groupes sociaux et ethniques parfois antagonistes.
- 6 novembre (France) : mise en service de la première ligne de Busway (ligne 4) en France à Nantes.
- 7 novembre (États-Unis) : élections sénatoriales et des Élections des représentants. Victoire des démocrates dans les deux cas.
- 8 novembre : Transit de Mercure.
- 12 novembre : démolition d'une cheminée d'usine centrale à Westerholt en Allemagne, par explosifs. Cette cheminée s'élevait à 337 mètres de haut.
- 13 novembre (France) : mise en exploitation du premier tramway sur pneus Translohr à Clermont-Ferrand (ligne A).
- 16 novembre (France) : Ségolène Royal est choisie par les militants socialistes comme candidate du Parti socialiste à l'élection présidentielle de 2007, avec 60,6 % contre 20,8 % pour Dominique Strauss-Kahn et 18,5 % pour Laurent Fabius.

### Décembre
- 3 décembre (Groenland) : élections présidentielle  et législatives .
- 4 décembre (France) : mise en service du T3 à Lyon.
- 6 décembre :
  - Au Paraguay, une émeute éclate après le verdict de l'incendie de supermarché, qui a provoqué la mort de 350 personnes en 2004. On présume que les issues de secours ont été volontairement cadenassées pour éviter les pillages.
  - Lancement de la chaîne française d'information internationale en continu France 24.
- 8 décembre (France) : sortie de la Wii de Nintendo.
- 12 décembre (Égypte) : manifestation des opposants non-religieux de Kifaya au Caire, pour protester contre la politique du gouvernement et rendre public leur soupçon quant à la volonté du président Hosni Moubarak de modifier la constitution en faveur de l'élection de son fils Gamal.
- 16 décembre :
  - France : mise en service de la ligne de tramways T3 à Paris.
  - France : mise en service de la ligne 2 de tramway à Montpellier.
- 17 décembre (France) : Trans-Euro logistique à Lille.
- 19 décembre :
  - France : découverte au large de Roscoff de restes appartenant au docteur Godard disparu avec sa famille en septembre 1999.
  - Jamahiriya arabe libyenne : condamnation à mort de cinq infirmières bulgares et d'un médecin palestinien jugés coupables d'avoir volontairement inoculé le virus du SIDA à 426 enfants à la fin des années 1990 (ils seront tous les six relaxés en 2007).
  - Depuis que le Président Mahmoud Abbas a annoncé des élections anticipées le 15 décembre, les tensions interpalestiniennes tournent à l'affrontement entre le Hamas au gouvernement et le Fatah. Plus de 5 morts sont recensés.
- 24 décembre : le Premier ministre éthiopien Meles Zenawi a annoncé que son pays était en guerre contre les islamistes somaliens officialisant l'intervention déjà en cours depuis plusieurs semaines.
- 25 décembre : quatre condamnés à mort japonais ont été exécutés par pendaison, levant ainsi un moratoire de facto sur la peine capitale qui était en vigueur depuis 15 mois au Japon.
- 30 décembre : Saddam Hussein, ancien dictateur de l'Irak condamné à mort pour le massacre de 148 villageois, est exécuté par pendaison.

## Distinctions internationales

### Prix Nobel
Les lauréats du Prix Nobel en 2006 sont :
- Prix Nobel de physique : John C. Mather et George Smoot.
- Prix Nobel de chimie : Roger Kornberg.
- Prix Nobel de physiologie ou médecine : Andrew Fire et Craig C. Mello.
- Prix Nobel de littérature : Orhan Pamuk.
- Prix Nobel de la paix :  Muhammad Yunus et Grameen Bank.
- « Prix Nobel » d'économie : Edmund Phelps.

### Autres prix
- Médaille Fields (mathématiques) : Andreï Okounkov, Grigori Perelman (qui a décliné le prix), Terence Tao et Wendelin Werner.
- Prix Pritzker (architecture) : Paulo Mendes da Rocha.

## Décès en 2006

Saddam Hussein.

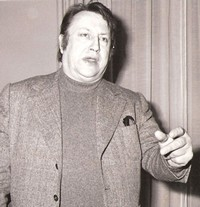
Raymond Devos.

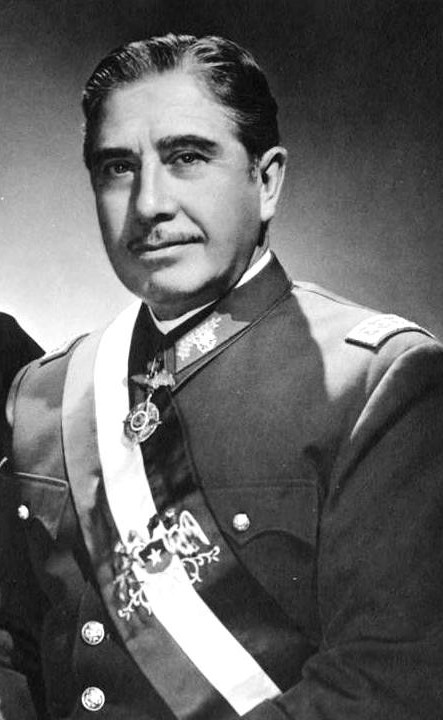
Augusto Pinochet

Personnalités majeures décédées en 2006
- 11 mars : Slobodan Milošević (homme politique serbe)
- 17 avril : Jean Bernard (médecin français)
- 23 mai : Max Meynier (animateur français)
- 12 juin : György Ligeti (compositeur hongrois naturalisé autrichien)
- 15 juin : Raymond Devos (humoriste français)
- 19 juillet : Pascal Renwick (acteur et directeur artistique français)
- 19 juillet : Gérard Oury (cinéaste français)
- 30 août : Naguib Mahfouz (écrivain égyptien)
- 17 novembre : Ferenc Puskás (footballeur hongrois naturalisé espagnol)
- 20 novembre : Robert Altman (cinéaste américain)
- 23 novembre : Philippe Noiret (acteur français)
- 10 décembre : Augusto Pinochet (homme politique et militaire chilien)
- 25 décembre : James Brown (chanteur américain)
- 26 décembre : Gerald Ford (homme politique américain)
- 30 décembre : Saddam Hussein (homme politique irakien)

## Principales fêtes religieuses
- 6 janvier : fête chrétienne de l'Épiphanie
- 7 janvier : fête chrétienne de Noël dans le calendrier de l'Église russe orthodoxe
- 10 janvier :
  - Fête musulmane de l'Aïd el-Kebir (pour l'année hégirienne 1426)
  - Fête hindoue de Vaikunta Ekadasi
- 14 janvier : nouvel an du bouddhisme mahāyāna
- 9 février : fête musulmane de l'Achoura
- 14 mars : nouvel an sikh
- 21 mars : nouvel an bahaï
- 12 avril : début de la fête juive de Pessa'h au coucher du Soleil, qui se poursuit pendant une semaine
- 13 avril : nouvel an du bouddhisme theravāda
- 14 avril : fête chrétienne du vendredi saint dans le calendrier des églises chrétiennes d'occident
- 16 avril : fête chrétienne de Pâques dans le calendrier des églises chrétiennes d'occident
- 21 avril : fête chrétienne du vendredi saint dans le calendrier des églises chrétiennes d'orient
- 23 avril : fête chrétienne de Pâques dans le calendrier des églises chrétiennes d'orient
- 22 septembre : début de la fête juive de Roch Hachana au coucher du Soleil, qui se poursuit jusqu'à la tombée de la nuit le 24
- 23 septembre : premier jour de la fête musulmane de Ramadan
- 1er octobre : début de la fête juive de Yom Kippour au coucher du Soleil, qui se poursuit jusqu'à la tombée de la nuit le 2
- 24 octobre : fête musulmane de l'Aïd el-Fitr
- 26 octobre : fête hindoue de Divali
- 25 décembre : fête chrétienne de Noël dans le calendrier des églises chrétiennes d'occident
- 30 décembre : fête musulmane de l'Aïd el-Kebir (pour l'année hégirienne 1427)